# Clavija kalbreyeri
Clavija kalbreyeri là một loài thực vật có hoa trong họ Anh thảo. Loài này được (Kuntze) Mez mô tả khoa học đầu tiên năm 1903.